# Bitva u Castillonu
Bitva u Castillonu byla rozhodující bitvou stoleté války. Odehrála se 17. července 1453 v jihozápadní Francii poblíž městečka Castillon v Akvitánii.

## Předzvěst
Roku 1452 se anglická armáda vylodila nedaleko ústí řeky Garonny. Venkované ji uvítali a vpustili do Bordeaux. Proto shromáždil Karel VII. vojsko a se třemi armádami postupoval k Bordeaux.

## Průběh

Schéma bitvy

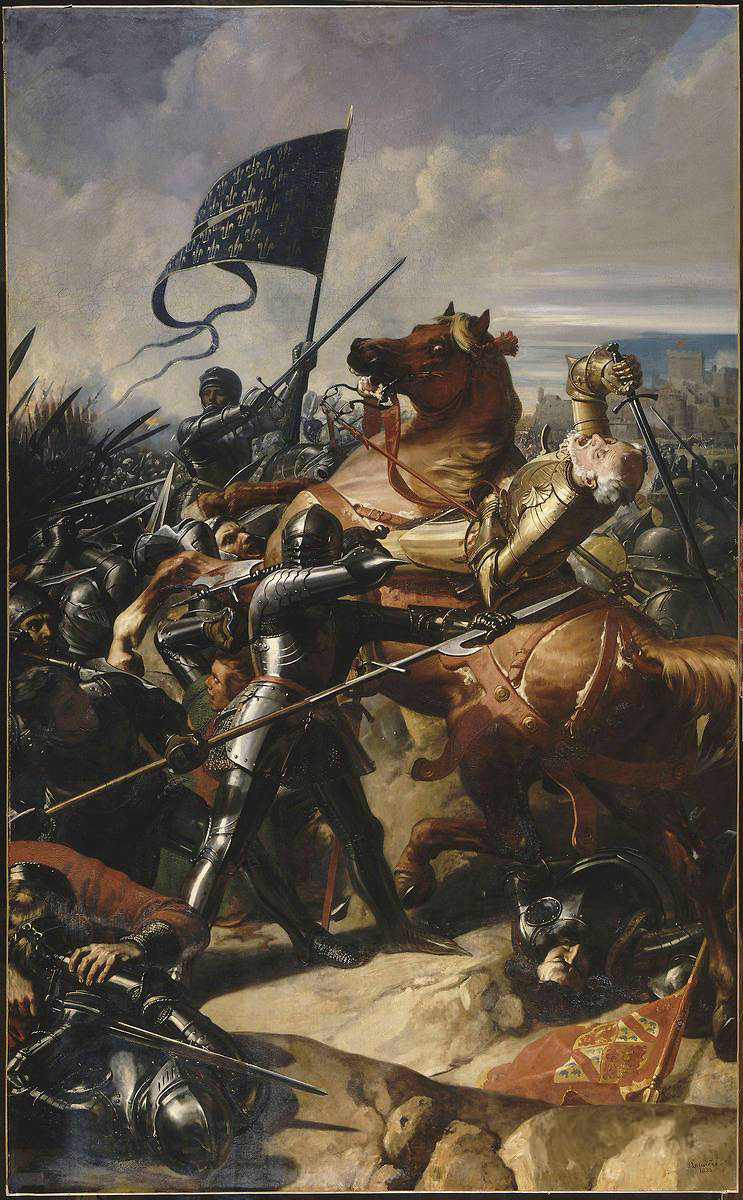
Bitva u Castillonu, Charles-Philippe Larivière

John Talbot, vévoda ze Shrewsbury, plánoval se 3 000 muži dobýt Castillon, ale byl napaden Jeanem Bureauem, francouzským velitelem, jenž měl 7000–10 000 mužů. Shrewsbury, oklamaný odchodem jezdců z francouzského vojska, se domníval, že většina vojáků ustoupila z tábora a podnikl rychlý útok, aniž čekal na příchod svých pěšáků. Francouzský tábor byl ale obehnán zákopy a palisádou a francouzské vojsko bylo navíc vyzbrojeno 300 děly a množstvím ručních palných zbraní. Anglický útok byl odražen a Shrewsbury s mnoha svými muži padl při francouzském protiútoku jezdectva vévody bretaňského. Zbytky anglického vojska uprchly ve zmatku.

## Důsledky
Francouzští vojáci potvrdili svou převahu a vybojovali konec stoleté války. Anglii zůstalo pouze malé území kolem Calais (které nakonec ztratila až roku 1558) a jinak přišla o všechny državy ve Francii i o nárok na francouzský trůn.